# Мижит, Людмила Салчаковна
Мижит Людмила Салчаковна (род. 11 марта 1965 года, с. Хандагайты Овюрского кожууна Республики Тыва) — литературовед, кандидат филологических наук, Заслуженный деятель науки Республики Тыва, ведущий научный сотрудник сектора литературоведения Тувинского института гуманитарных и прикладных социально-экономических исследований при Правительстве Республики Тыва, одна из научных редакторов и составителей «Урянхайско-тувинской энциклопедии»(2019—2021). 

## Биография
Мижит Людмила Салчаковна родилась 11 марта 1965 года в с. Хандагайты Овюрского кожууна Республики Тыва. В 1987 г. окончила Кызылский государственный педагогический институт. Работала в средней школе Тес-Хемского района, в детском саду и средней школе г. Москвы. Аспирантура Академии эстетики и свободных искусств (г. Москвы) по специальности «Эстетика». Кандидат филологических наук.Ее научные исследования посвящены тувинской поэзии, истории тувинской литературы, триединству в тувинской словесности, эстетике, культуре; древнетюркской поэзии. В 2007 г. защитила кандидатскую диссертацию в Башкирском госуниверситете под рук. проф. Р.Н. Баимова.
Перу Мижит Л.С. принадлежат антология «Ожук дажы. Тувинские трехстишия» (Кызыл, 2004), монография «Триада в тувинской словесности» (изд. LAP, Германия, 2011), коллективная монография «История тувинской литературы. Том I. Истоки. Литература Тувинской Народной Республики (1921-1944) (издательство СО РАН, Новосибирск, 2013, руководитель проекта),  монография «Тувинское трехстишие. Триада в тувинской традиционной культуре» (издательство СО РАН, Новосибирск, 2013), сборник статей «Тыва шүлүк чогаалының делегейинде» (Кызыл, 2015), более 80 литературоведческих и публицистических статей и более 20 редактированных изданий, в том числе научные труды ТИГПИ и республики: «Ученые записки» (выпуски 22, 23,24); «Тувинская письменность  и вопросы исследования письменностей и письменных памятников России и Центрально-Азиатского региона» (2010); Ю.Л. Аранчын «Тыва улустуң маадырлыг оруу» (2011); «Тенгрианство и эпическое наследие народов Евразии: истоки и современность» (2011); Кыргыс З.К. «Тувинские народные песни и обрядовая поэзия» (2015) и др. В 2020 г. выпустила «Базовый русско-тувинский словарик» для школьников и изучающих тувинский и русский языки. Мижит Л. является также составителем литературоведческих сборников «Тыва чечен чогаал: сөөлгү үениң шинчилелдери» (Кызыл, 2010), «О творческом наследии С.А. Сарыг-оола» (Кызыл, 2011), филологическим редактором перевода Библии на тувинский язык «Ыдыктыг Библия» под рук. Института перевода Библии. В 2018-2021 годах участвовала в коллективной работе по созданию Урянхайско-тувинской энциклопедии в качестве научного редактора, одного из авторов и составителей. Член Ученого Совета ТИГПИ, Национальной библиотеки им. А.С. Пушкина, член Общественного совета при Министерстве культуры Республики Тыва.
Обладатель 4 грантов РГНФ. Лауреат 11-го республиканского конкурса «Агальматолитовое перо» в номинации «Лучший материал о тувинском языке и литературе» (2013). Награждена Почетной грамотой Главы Республики Тыва (2012), медалью «100-летие единения России и Тувы» (2014).

### Основные публикации
Мижит, Людмила Салчаковна. Тыва шүлүк чогаалының делегейинде [Текст] / Людмила Мижит ; Тываның гуманитарлыг шинчилелдер институду. — Кызыл : Тываполиграф, 2015. — 168, [1] с.; 20 см. — (Тыва чогаал шинчилелдери).; ISBN 978-5-9267-0188-0
Мижит, Людмила Салчаковна. Триада в тувинской словесности: поэтический жанр ожук дажы (трехстишие) : автореферат дис. … кандидата филологических наук : 10.01.02 / Башкир. гос. ун-т. — Уфа, 2007. — 25 с.
Мижит, Людмила Салчаковна. Триада в тувинской словесности: поэтический жанр ожук дажы (трехстишие) : диссертация … кандидата филологических наук : 10.01.02. — Кызыл, 2007. — 162 с.
Мижит, Людмила Салчаковна. Тувинское трехстишие [Текст] : триада в тувинской традиционной культуре / Л. С. Мижит; отв. ред. К. А. Бичелдей ; Тувинский ин-т гуманитарных исследований. — Новосибирск : Изд-во Сибирского отд-ния Российской акад. наук, 2013. — 135, [2] с.; 20 см; ISBN 978-5-7692-1330-4
О творческом наследии С. А. Сарыг-оола [Текст] : материалы научно-практической конференции, посвященной 100-летию народного писателя Тувы С. А. Сарыг-оола, (19-20 ноября 2008 г.) / Тувинский ин-т гуманитарных исслед. при Правительстве РТ ; [сост. Мижит Л. С.]. — Кызыл : ТИГИ при Правительстве РТ, 2010. — 230, [1] с. : портр., табл.; 20 см; ISBN 978-5-9267-0128-6
Ожук дажы = Тувинские трехстишия : (антология с параллельным пер. на рус. яз.) / сост., вступ. ст. и примечания Л. С. Мижит; пер. поэтич. текстов Л. Мижит, Э. Мижит. — Кызыл : Аныяк, 2004. — 174 с. Тыва чечен чогаал : сөөлгү үениң шинчилелдери / тург. Л. С. Мижит; харыысалгалыг ред. К. А. Бичелдей; ред. У. А. Донгак. — Кызыл : Тываполиграф, 2009. — 208 ар
Мижит, Л. С. Триада в тувинской словесности : монография / Л. С. Мижит. — Saarbrűckem: LAP Lambert Academic Publishing, 2011. — 168 с.
Словник урянхайско-тувинской энциклопедии [Текст] / Фонд президентских грантов, ТРОО «Мир тувинцев». — Кызыл : ТРОО "Мир тувинцев, 2019. — 382, [5] с.; 22 см; ISBN 978-5-904780-95-1 : 3000 экз.

### Научные труды (статьи)
1. Мижит Л. С. Триада в тувинской культуре //Аборигены Сибири: проблемы изучения исчезающих языков и культур /Тезисы международной научной конференции. Т.II. Новосибирск, 1995. С. 180-182.[11]
2. Мижит Л.С. Орхоно-енисейские памятники как явление литературы /Материалы Первого Международного алтаистического форума «Тюрко-монгольский мир большого Алтая: историко-культурное наследие и современность». Барнаул – Горно-Алтайск, 12-14 сентября 2019 г. Барнаул: Изд-во Алт. ун-та, 2019. С.47-51.
3. Мижит Л.С. Активизация собственных средств тувинского языка в процессе перевода Библии // Ученые записки ТИГПИ. Вып. XXV. Кызыл, 2019. С.137-156. 4.   Mizhit L. The Written Monuments of the Ancient Turks and the Tuvinian Poetry // Himalayan and Central Asian Studies. India. Vol. 23 No. 1-2. January-Jule 2019. P.79-89.
4. Mizhit L. The Old Turkic Poetry and the Tuvan Poetry // Sciences of Europe. Czech Republic. Vol 4, No 39 (2019). P.46-50. Чехия.
5. Mizhit L. Tuva şiir edebiyatinda özel bir tür (Тыва шүлүк чогаалында тускай хевир) // Tehlikedeki diller dergisi-türk dilleri (TDD). Turkey. Cilt/Volume 9, Sayı/Issue 14, Winter/Kış. P.93-103. Л. С. Поэтические искания в свете традиционной тувинской культуры //Материалы научной конференции, посвященной 50-летию ТНИИЯЛИ. Кызыл, 1995. С. 33-35.
6. Мижит Л. С. Числовая символика в тувинской фольклорно-литературной традиции //Ученые записки ТИГИ, вып. ХХ. Кызыл, 2004. С. 239-251.
7. Мижит Л.С. К вопросу о версификации памятников древнетюркской литературы //Гуманитарные, социально-экономические и общественные науки. №10. Часть 2, 2014. С.173-176.
8. Мижит Л.С. Древнетюркские письменные памятники как явление литературы // Тюркская цивилизация в эпоху глобализации: взаимосвязь тысячелетий. Тараз, Казахстан, 2014.
9. Мижит Л.С. Зачинатели тувинской поэзии в период ТНР: С. Пюрбю и М. Идам-Сюрюн //Единая Тува в единой России: история, современность, перспективы. Материалы международной научной конференции, 3-4 июля 2014, г. Кызыл. Абакан, 2014. С.231-236.
10. Мижит Л.С. Новое историко-генетическое осмысление литературного наследия Тувы. //История науки и техники. №8, 2015. С.57-63.
11. Мижит Л.С. Интерпретация тувинской литературной сказки С. Тамбы с точки зрения буддийского вероучения //Буддизм в третьем тысячелетии: перспективы и тенденции развития. Материалы международной конференции. Кызыл, 2016.
12. Мижит Л.С. Тенгрианство в традиционном мировоззрении народов Центральной Азии // Народы Евразии: История. Культура. Языки. Материалы всероссийской научно-практич. конференции с международным участием /Научно-исследовательский институт им. С.С. Суразакова. Редколл.: Н.В. Екеев  [и др.]. Горно-Алтайск: Горно-Алтайская типография, 2017. 512 с. С.150-155.